# Wetluschski (Kostroma)
Wetluschski (russisch Ветлу́жский) ist eine Siedlung städtischen Typs in der Oblast Kostroma (Russland) mit 12.224 Einwohnern (Stand 14. Oktober 2010).

## Geographie

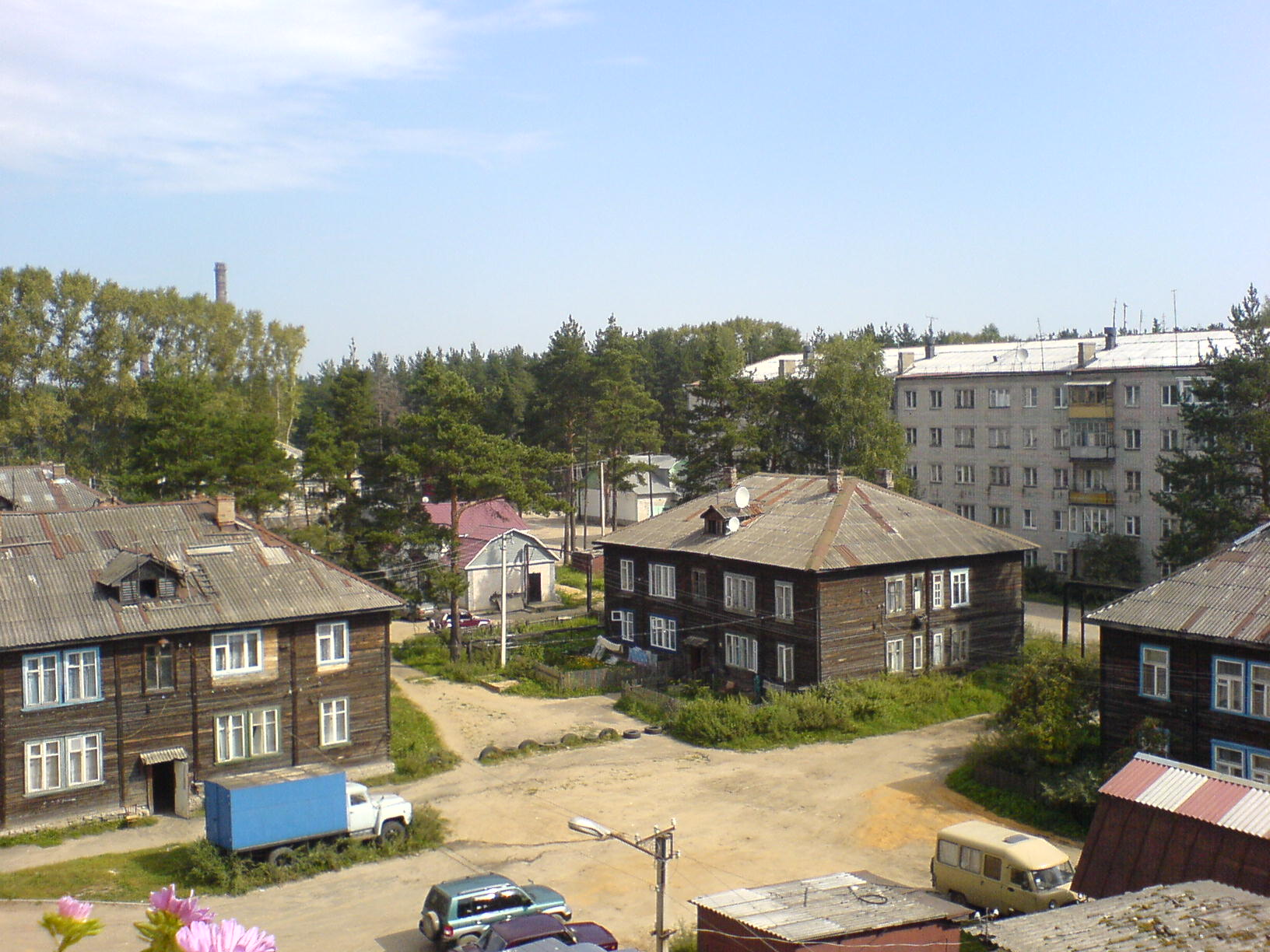
Wohngebiet in Wetluschski

Die Siedlung liegt etwa 275 km ostnordöstlich des Oblastverwaltungszentrums Kostroma am linken Ufer der Wetluga. Wetluschski gehört zum Stadtkreis Scharja und befindet sich etwa 4 km nordwestlich des Zentrums der Stadt Scharja.

## Geschichte
Die Siedlung entstand im Zusammenhang mit dem Bau eines Anschlussgleises vom Bahnhof Scharja zu einer Schiffsanlegestelle an der Wetluga 1920. Diese befand sich unweit des Sees Golyschi, nach dem der Ort benannt wurde. Bei der vorwiegend für die Holzverschiffung genutzten Anlegestelle entstanden bis 1925 ein Forstbetrieb und eine Bahnschwellenfabrik. 1938 erhielt Golyschi den Status einer Siedlung städtischen Typs.
1946 wurde in der Nähe mit der Errichtung eines „Wohnungsbaukombinates“ begonnen, zu dem auch eine Arbeiterwohnsiedlung gehörte. Diese Siedlung und Golyschi wurden 1960 vereinigt und erhielten die vom Namen des Flusses abgeleitete Bezeichnung Wetluschski (nicht zu verwechseln mit der gleichnamigen Siedlung städtischen Typs Wetluschski weiter flussabwärts, in der Oblast Nischni Nowgorod).

### Bevölkerungsentwicklung
| Jahr | Einwohner |
| ---- | --------- |
| 1939 | 4.196     |
| 1959 | 10.776    |
| 1970 | 13.427    |
| 1979 | 13.086    |
| 1989 | 15.029    |
| 2002 | 13.576    |
| 2010 | 12.224    |

Anmerkung: Volkszählungsdaten

## Wirtschaft und Infrastruktur

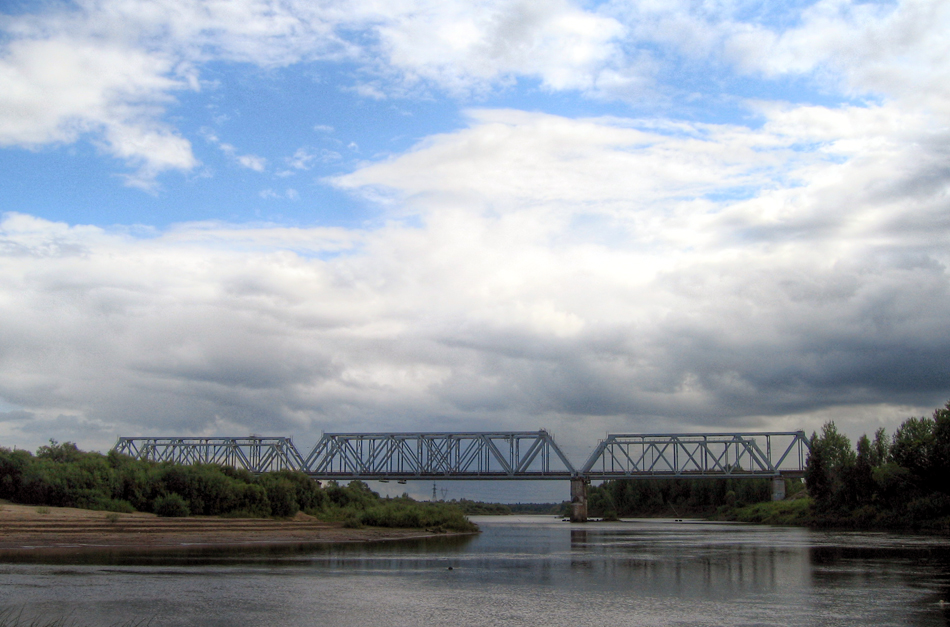
Wetluga-Brücke der Transsibirischen Eisenbahn bei Wetluschski

Größtes Unternehmen des Ortes ist Kronostar, nach eigenen Angaben größter Hersteller von Laminat, Wandpaneelen und Spanplatten in Russland, das zur Swiss Krono Group gehört. Außerdem gibt es weitere Betriebe der Forst- und Bauwirtschaft sowie der Lebensmittelindustrie.
Wetluschski liegt an dem 1906 eröffneten und 1969 elektrifizierten Teilstück Bui – Kirow der Transsibirischen Eisenbahn. Bei der Siedlung befindet sich der Haltepunkt 694 km (ab Moskau); die nächstgelegene größere Station ist Scharja. In der Nähe überquert die Bahnstrecke die Wetluga. Straßenanschluss besteht nach Scharja an der Regionalstraße R157, die von Uren in der Oblast Nischni Nowgorod durch die östlichen Teile der Oblaste Kostroma und Wologda nach Kotlas im Süden der Oblast Archangelsk führt.